# Zorilispe
Zorilispe is een kevergeslacht uit de familie van de boktorren (Cerambycidae). De wetenschappelijke naam van het geslacht werd voor het eerst geldig gepubliceerd in 1865 door Pascoe.

## Soorten
Zorilispe omvat de volgende soorten:
- Zorilispe acutipennis Pascoe, 1865
- Zorilispe albosetosa Breuning, 1939
- Zorilispe cambodgensis Breuning & Chûjô, 1968
- Zorilispe flavoapicalis Breuning, 1939
- Zorilispe fulvisparsa Pascoe, 1865
- Zorilispe harai Hayashi, 1979
- Zorilispe luzonica Breuning, 1965
- Zorilispe seriepunctata Breuning, 1939
- Zorilispe spinipennis Breuning, 1939
- Zorilispe sumatrana Breuning, 1939
- Zorilispe tonkinensis Breuning, 1956